# Charles McAvoy
Charles Patrick McAvoy Jr., dit Charlie McAvoy, (né le 21 décembre 1997 à Long Beach dans l'État de New York aux États-Unis) est un joueur professionnel américain de hockey sur glace. Il évolue au poste de défenseur.

## Biographie

### Carrière junior
Issu de l'Équipe nationale de développement des États-Unis, il rejoint les Terriers de l'Université de Boston en 2015. Après la conclusion de la saison 2015-2016 dans lequel il réalise 25 points en 37 parties, il est choisi au premier tour, 14e rang, par les Bruins de Boston lors du repêchage d'entrée dans la LNH 2016. 

### Carrière professionnelle
Après une autre saison au niveau universitaire, il devient professionnel en rejoignant les Bruins de Providence dans la Ligue américaine de hockey. 
Le 10 avril 2017, il signe avec les Bruins de Boston afin de venir combler les nombreuses blessures des défenseurs de l'équipe lors des séries éliminatoires de la Coupe Stanley.
McAvoy a fait ses débuts en saison régulière dans la LNH le 5 octobre 2017, lors du premier match de la saison des Bruins contre les Predators de Nashville. McAvoy a obtenu ses premiers points en saison régulière dans le match, un but et une aide dans une victoire de 4–3. 
Le 18 décembre 2017, McAvoy a marqué un tour du chapeau à la Gordie Howe, qui est le nom non officiel donné lorsqu'un joueur obtient un but, une passe et jette les gants en un seul match, contre les Blue Jackets de Columbus. Les Bruins ont remporté le match, 7–2.
Peu de temps après le Nouvel An 2018, McAvoy a été opéré pour des symptômes de ce qui a été diagnostiqué comme une tachycardie supraventriculaire, mis en évidence par un épisode d'arythmie cardiaque après le match à domicile des Bruins le 26 novembre 2017 contre les Oilers d'Edmonton. Il devait prendre deux semaines pour se remettre complètement de la procédure ablative utilisée pour traiter la maladie. Le 29 janvier, McAvoy avait repris l'entraînement au Warrior Ice Arena, une semaine seulement (le 22 janvier) après avoir terminé la procédure d'ablation auriculaire. Le 1er février, McAvoy avait repris sa pleine participation avec ses coéquipiers aux séances d'entraînement de l'équipe des Bruins au Warrior. McAvoy est revenu au jeu dans la LNH le 3 février 2018, jouant ainsi environ 18:51 de temps sur la glace lors d'une victoire de 4-1 à domicile des Bruins contre leur rival, les Maple Leafs de Toronto.
Lors du premier match d'un séjour de six matchs à domicile au TD Garden, le 27 février 2018, McAvoy a marqué le but gagnant en prolongation contre les Hurricanes de la Caroline dans une victoire de 4 à 3 à domicile sur la glace comme le plus jeune défenseur des Bruins à avoir jamais réalisé l'exploit. Le 31 mars 2018, avant un match contre les Panthers de la Floride, McAvoy a reçu le prix du 7e joueur NESN 2017/18. À la suite de la défaite des Bruins au deuxième tour des séries éliminatoires de la Coupe Stanley 2018, McAvoy a été nommé à l'alignement senior des États-Unis pour participer au Championnat mondial 2018 de l'IIHF. À la fin de la saison 2017-2018 de la LNH, McAvoy a fait partie de l'équipe d'étoiles de la LNH tout en terminant 5e au classement général des votes pour le trophée Calder pour la recrue de l'année.
Le 15 octobre 2021, il prolonge son contrat de 8 ans avec Bruins contre un salaire de 76 millions de $.

### Carrière internationale
Il joue pour la première fois comme sénior avec l'équipe des États-Unis lors du championnat du monde de 2017. En 2025, McAvoy représente les États-Unis lors de la Confrontation des 4 nations.

## Statistiques

### En club
| Saison     | Équipe                         | Ligue       |     | Saison régulière | Saison régulière | Saison régulière | Saison régulière | Saison régulière |   | Séries éliminatoires | Séries éliminatoires | Séries éliminatoires | Séries éliminatoires | Séries éliminatoires |
| Saison     | Équipe                         | Ligue       | PJ  | B                | A                | Pts              | Pun              | PJ               | B | A                    | Pts                  | Pun                  |                      |                      |
| 2013-2014  | U.S. National Development Team | USHL        | 34  | 4                | 6                | 10               | 56               | -                | - | -                    | -                    | -                    |                      |                      |
| 2014-2015  | U.S. National Development Team | USHL        | 23  | 3                | 16               | 19               | 33               | -                | - | -                    | -                    | -                    |                      |                      |
| 2015-2016  | Université de Boston           | Hockey East | 37  | 3                | 22               | 25               | 56               | -                | - | -                    | -                    | -                    |                      |                      |
| 2016-2017  | Université de Boston           | Hockey East | 38  | 5                | 21               | 26               | 51               | -                | - | -                    | -                    | -                    |                      |                      |
| 2016-2017  | Bruins de Providence           | LAH         | 4   | 0                | 2                | 2                | 4                | -                | - | -                    | -                    | -                    |                      |                      |
| 2016-2017  | Bruins de Boston               | LNH         | -   | -                | -                | -                | -                | 6                | 0 | 3                    | 3                    | 2                    |                      |                      |
| 2017-2018  | Bruins de Boston               | LNH         | 63  | 7                | 25               | 32               | 53               | 12               | 1 | 4                    | 5                    | 6                    |                      |                      |
| 2018-2019  | Bruins de Boston               | LNH         | 54  | 7                | 21               | 28               | 45               | 23               | 2 | 6                    | 8                    | 16                   |                      |                      |
| 2019-2020  | Bruins de Boston               | LNH         | 67  | 5                | 27               | 32               | 41               | 13               | 1 | 3                    | 4                    | 24                   |                      |                      |
| 2020-2021  | Bruins de Boston               | LNH         | 51  | 5                | 25               | 30               | 38               | 11               | 1 | 11                   | 12                   | 4                    |                      |                      |
| 2021-2022  | Bruins de Boston               | LNH         | 78  | 10               | 46               | 56               | 66               | 6                | 0 | 5                    | 5                    | 4                    |                      |                      |
| 2022-2023  | Bruins de Boston               | LNH         | 67  | 7                | 45               | 52               | 54               | 7                | 0 | 5                    | 5                    | 8                    |                      |                      |
| 2023-2024  | Bruins de Boston               | LNH         | 74  | 12               | 35               | 47               | 86               | 13               | 1 | 5                    | 6                    | 20                   |                      |                      |
| Totaux LNH | Totaux LNH                     | Totaux LNH  | 454 | 53               | 224              | 277              | 383              | 91               | 6 | 42                   | 48                   | 84                   |                      |                      |

### En équipe nationale
| Année | Équipe         | Compétition                  |   | PJ | B | A | Pts | Pun                |  | Résultat |
| 2014  | États-Unis U17 | Défi mondial -17 ans         | 6 | 1  | 2 | 3 | 0   | Médaille d'or      |  |          |
| 2015  | États-Unis U18 | Championnat du monde -18 ans | 7 | 0  | 4 | 4 | 2   | Médaille d'or      |  |          |
| 2016  | États-Unis U20 | Championnat du monde junior  | 7 | 0  | 0 | 0 | 0   | Médaille de bronze |  |          |
| 2017  | États-Unis U20 | Championnat du monde junior  | 7 | 2  | 4 | 6 | 14  | Médaille d'or      |  |          |
| 2017  | États-Unis     | Championnat du monde         | 8 | 0  | 1 | 1 | 6   | 5e place           |  |          |
| 2018  | États-Unis     | Championnat du monde         | 6 | 3  | 6 | 9 | 4   | Médaille de bronze |  |          |
| 2025  | États-Unis     | Confrontation des 4 nations  | 2 | 0  | 0 | 0 | 0   | Finalistes         |  |          |

## Trophées et honneurs personnels

### National Collegiate Athletic Association (NCAA)
- 2015-2016 : nommé dans l'équipe des recrues de Hockey East
- 2016-2017 : 
  - nommé dans la première équipe d'étoiles de Hockey East
  - nommé dans la première équipe d'étoiles de la région Est de la NCAA

### Ligue nationale de hockey
- 2017-2018 : sélectionné dans l'équipe d’étoiles des recrues
- 2021-2022 : sélectionné dans la deuxième équipe d'étoiles